# Kurd Eißfeldt

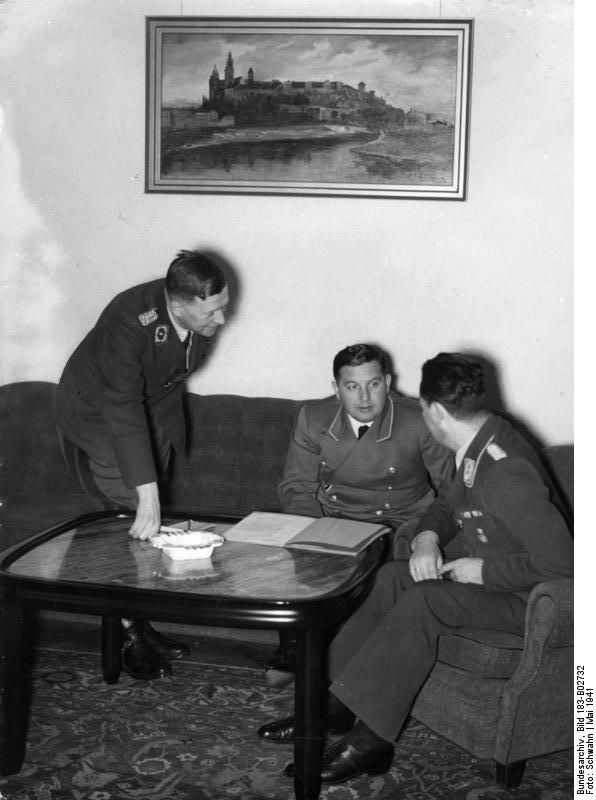
Besprechung bei Josef Bühler in Krakau, links Oberlandforstmeister Eissfeld, Mitte Bühler, rechts Ernst Kundt, Mai 1941

Franz Otto Kurd Eißfeldt (* 4. Dezember 1900 in Wolfenbüttel; † 14. Mai 1945 in Wiesbaden) war ein deutscher Forstwissenschaftler und zur Zeit des Nationalsozialismus SS-Führer.

## Leben
Eißfeldt schloss seine Schullaufbahn an einem humanistischen Gymnasium 1918 mit dem Abitur ab. Von Anfang Juli 1918 bis Anfang Dezember 1918 war er in der Endphase des Ersten Weltkrieges bei der  Kaiserlichen Marine als Fähnrich zur See eingesetzt. Später betätigte er sich in einem Freikorps. Ab 1919 studierte er Forstwissenschaft in München. Danach folgte seine Promotion zum Doktor der Forstwissenschaft. Sein Forstreferendariat beendete Eißfeldt 1926 und legte danach die staatliche Forstprüfung ab. Ab 1928 war Eißfeldt in Oebisfelde als Forstmeister tätig.
Zum 1. August 1932 trat er der NSDAP bei (Mitgliedsnummer 1.250.357). Nach der Machtübernahme durch die Nationalsozialisten wurde er im August 1933 Mitglied der SS (SS-Nummer 88.140) und stieg im November 1944 bis zum SS-Oberführer auf. Beim Staatsministerium in Braunschweig war Eißfeldt ab Anfang Juli 1933 als Forstrat tätig und wurde Anfang Januar 1934 zum Oberforstmeister ernannt. Ab Oktober 1935 leitete er die Braunschweigische Staatsforstverwaltung. Ab November 1937 war Eißfeldt persönlicher Referent des Generalforstmeisters Friedrich Alpers im Berliner Reichsforstamt. 1939 war er der Organisationsleiter der Großdeutschen Reichstagung der Forstwirtschaft.
Nach Ausbruch des Zweiten Weltkrieges leitete Eißfeldt im Rang eines Oberlandforstmeisters ab Ende Oktober 1939 die Hauptabteilung Forsten bei der Regierung des  Generalgouvernements. Diese Funktion bekleidete er bis zum Januar 1945, ab dem 12. Januar 1943 führte er dort den Titel Präsident.
Er starb im Mai 1945 auf dem Friedhof in Wiesbaden-Biebrich aufgrund von Selbsttötung durch Vergiftung.
| Eissfeldts SS-Ränge | Eissfeldts SS-Ränge    |
| Datum               | Rang                   |
| ------------------- | ---------------------- |
| April 1939          | SS-Obersturmführer     |
| Juli 1939           | SS-Hauptsturmführer    |
| April 1940          | SS-Sturmbannführer     |
| November 1940       | SS-Obersturmbannführer |
| April 1941          | SS-Standartenführer    |
| November 1944       | SS-Oberführer          |